# 그랜드파더드
《그랜드파더드》(영어: Grandfathered)는 2015년부터 2016년까지 방영된 미국의 시트콤이다.